# Quarto (tipografia)

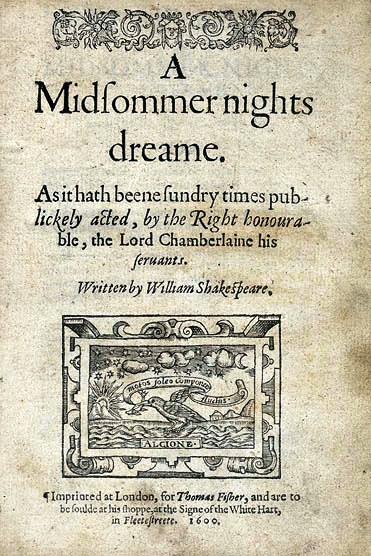
Página de título da primeira edição em quarto do Sonho de Uma Noite de Verão, de Shakespeare, de 1600, da Biblioteca Folger Shakespeare

Quarto (abreviado 4to) é um livro ou panfleto produzido a partir de folhas de papel inteiras, cada uma impressa com oito páginas de texto, quatro de um lado, então dobrado duas vezes para produzir quatro folhas (isto é, oito páginas do livro). Cada página impressa apresenta-se como um quarto do tamanho da folha inteira.
O mais antigo livro europeu impresso conhecido é um quarto, o Livro das Sibilas, que se acredita ter sido impresso por Gutenberg, em 1452–53, antes da Bíblia de Gutenberg, sobrevivendo apenas como um fragmento. O quarto também é usado como uma descrição geral do tamanho dos livros que têm cerca de 12 polegadas de altura, e, como tal, não indicam, necessariamente, o real formato de impressão dos livros, que podem até mesmo serem desconhecidos, como é o caso de muitos livros modernos. Estes termos são discutidos em maiores detalhes no Livro de Tamanhos.

## O quarto como formato
Um quarto (do latim quartō, forma ablativa de quartus, quarto ) é um livro ou um panfleto, feito de uma ou mais folhas de papel inteiras em que 8 páginas de texto foram impressas, que foram, então, dobradas duas vezes para produzir quatro folhas. Cada folha de um livro em quarto representa, assim, um quarto do tamanho da folha original. Cada grupo de 4 folhas (chamado de um "conjunto" ou "caderninho") pode ser costurado na dobra central para anexá-lo a outros conjuntos e formar um livro. Às vezes, folhas adicionais eram inseridas dentro de outro grupo para formar, por exemplo, conjuntos de 8 folhas, que, da mesma forma, seriam costurados na dobra central. Geralmente, os quartos possuem mais proporções qudradas do que in-fólios ou octavos .
Há variações na forma como os quartos eram produzidos. Por exemplo, bibliografistas chamam um livro impresso como um quarto (quatro folhas por cada folha inteira), mas unido a conjuntos de 8 folhas cada, de "quarto em 8s" .
O tamanho real de um livro em quarto depende do tamanho da folha de papel em que foi impresso. Um demy quarto (abreviado demy 4to) é um termo inglês, referindo-se a um livro do tamanho de cerca de 11,25 polegadas por 8,75 (286 mm x 222 mm), um meio quarto, de 9 polegadas por 11,5 (230 mm x 290 mm), um royal quarto de 10 polegadas por 12,5 (250mm x 320 mm), e um pequeno quarto igual a um octavo quadrado, todos não recortados .Os mais antigos livros sobreviventes impressos por tipos móveis, por Gutenberg, são quartos que foram impressos antes da Bíblia de Gutenberg. Quartos foram o formato mais comum de livros impressos no período dos incunábulos (livros impressos antes de 1501). O Catálogo de Títulos Curtos dos Incunábulos da Biblioteca Britânica atualmente lista cerca de 28.100 edições diferentes de livros, folhetos e panfletos (alguns fragmentos apenas) sobreviventes, impressos antes de 1501 , dos quais cerca de 14.360 são quartos , o que representa pouco mais da metade de todas as obras no catálogo.

## O quarto como tamanho
A partir de meados do século XIX, a tecnologia permitiu a fabricação de grandes folhas ou rolos de papel, em que os livros eram impressos em muitas páginas de texto por vez. Como resultado, pode ser impossível determinar o formato real (por exemplo, número de folhas formadas a partir de cada folha na imprensa). O termo "quarto", como aplicado a esses livros pode referir-se simplesmente ao tamanho. Por exemplo, livros que têm cerca de 10 polegadas (250 mm) de altura por 8 polegadas (200 mm) de largura.

## Quartos para peças separadas e poemas
Durante o período elisabetano e até meados do século XVII, peças de teatro e poemas eram normalmente impressas como trabalhos em separado no formato de quarto. Dezoito das trinta e seis peças de Shakespeare, incluídas no First Folio, foram separadamente impressas, anteriormente, como quartos, com uma única exceção, que foi impressa em octavo . Por exemplo, Henrique IV, Parte 1, de Shakespeare, a mais popular peça da época, foi publicada pela primeira vez como um quarto, em 1598, com uma segunda edição em quarto, em 1599, seguido por um número de subsequentes edições em quarto. Bibliografistas têm estudado extensivamente essas edições diferentes, a que eles se referem por abreviações como Q1, Q2, etc. Os textos de alguns dos quartos de Shakespeare são muito imprecisos e estão cheios de erros e omissões. O bibliógrafo Alfred W. Pollard, chamou essas edições de quartos ruins, e especula-se que eles tenham sido produzidos, não a partir de textos manuscritos, mas a partir de atores que tinham memorizado suas linhas.
Outros dramaturgos neste período também publicaram suas peças em edições de quartos. Doutor Fausto de Christopher Marlowe, por exemplo, foi publicado como quarto em 1604 (Q1), com uma segunda edição em quarto, em 1609. O mesmo ocorre com poemas. O poema Vênus e Adônis, de Shakespeare, primeiro foi impresso como quarto, em 1593 (Q1), com a segunda edição em quarto (Q2), em 1594.
Na cultura espanhola, um conceito semelhante de edições separadas de peças é conhecido como comédia suelta.

## Ver Também
- Encadernação
- In-fólio
- Teatro isabelino